# Mistretta
Mistretta est une commune de la province de Messine en Sicile (Italie).

## Toponymie
Le nom actuel de la ville dérive du nom latin Amestratus qui dériverait à son tour du nom phénicien Am’Ashtart (peuple de la déesse Astarté) ou Mete’Ashtart (hommes de la déesse Astarté).

## Histoire
L'origine de Mistretta est très ancienne et aurait été fondée par les Cyclopes selon la légende. Certains historiens attribuent sa fondation aux Phéniciens, bien que ses origines remontent plus probablement aux Sicanes, peuple qui a habité en premier la Sicile, avec les Sicules.
Les Grecs arrivent sur la côte Tyrrhénienne de la Sicile autour de -700. À Mistretta, un temple est dédié au chef grec Leukapsis. Il est probable que l'église la plus importante de la ville, l'église Madre di S. Lucia, ait été construite sur les ruines de ce temple. 
Plusieurs peuples la contrôle jusqu'au Moyen Âge. Parmi ceux-ci, on compte les Romains qui, après l'avoir dévastée, la transforment en un centre de grande importance militaire et économique, notamment avec la culture du blé. La ville, devenue romaine, se voit accorder le droit de frapper des monnaies de bronze après la première guerre punique. 
À la chute de l'Empire romain, la ville est occupée par les Vandales, puis par les Goths et enfin par les Byzantins après leur conquête de la Sicile en 535. Une période de vols et de saccages appauvrit la ville.
L'arrivée des Arabes en 827 et leur domination jusqu'en 1070, marque une nouvelle renaissance pour la ville. Le chef Ibrahim Ibn Ahamed favorise le commerce et l'introduction de nouvelles méthodes agricoles et  de construction. Les Normands succèdent aux Arabes et poursuivent la consolidation économique et architecturale de la ville. L'agrandissement du château construit par les arabes et aujourd'hui en ruine, remonte à cette période. Le roi Frédéric II de Hohenstaufen lui donne même le titre de « Ville impériale ». 
À la domination normande succède celle des Angevins à caractère purement militaire. Charles Ier d'Anjou importe un système féodal archaïque ayant des effets néfastes sur l'économie locale, notamment aux niveaux agricole et commercial, ce qui a pour conséquence une insurrection de la population en 1282. Les habitants de Mistretta rejoignent ainsi la révolte des Vêpres siciliennes. 
Pour son rôle déterminant dans la lutte contre la domination française, la ville assume une importance particulière au parlement du royaume de Sicile sous les Aragonais qui dominent jusqu'au XVIIe siècle. Pendant cette période, malgré son importance initiale et son progressif enrichissement artistique, Mistretta, comme le reste de la Sicile, perd au fur et à mesure son poids politique. 
Le XVIIIe siècle  se caractérise par une importante prospérité économique reposant sur l'exportation de produits agricoles et l'exploitation forestière. Cette prospérité permet l'émergence de riches familles bourgeoises qui bâtissent de remarquables palais seigneuriaux.
En 1713, le Traité d'Utrecht sanctionne le passage des territoires espagnols du sud de l'Italie à l'Autriche. Toutefois, le prince Victor-Amédée II de Savoie, à qui revenait la Sicile, échange cette dernière avec la Sardaigne, la Sicile étant cédée à Charles VII de Habsbourg. En 1738, la Sicile passe aux mains des Bourbon. Malgré la mauvaise gouvernance des Bourbon, les barons locaux assurent la gestion de Mistretta et lui redonnent le poids politique et économique d'antan. La ville devient rapidement un point de référence commercial et culturel et atteint une population d'environ 20 000 habitants.
Le régime autoritaire de Ferdinand II des Deux-Siciles et le climat de mécontentement généralisé, pousse la ville à s'insurger contre les Bourbons. En 1860, elle participe activement au Risorgimento en étant la première ville sicilienne après Palerme à se révolter contre la domination espagnole.
La dépression économique et l'émigration massive ont progressivement réduit sa population à 5 000 habitants.

## Monuments
Mistretta compte 22 églises riches en œuvres d'art et des palais seigneuriaux.

### Palais seigneuriaux

#### Palais Tita
Situé dans le quartier de SS. Trinité, en face de l'église homonyme, le Palais Tita a été reconstruit en 1885 avec une façade en style bugnato dont les balcons sont décorés avec des angelots sculptés par Noé Marullo. Le nom du palais est celui d'une ancienne famille seigneuriale de la ville.

#### Palais Salamone-Giaconia
Construit au XVe siècle, il est restructuré en 1865. Il est orné de sculptures et de bas-reliefs.

#### Palais Scaduto
Édifié en 1660 en style baroque, c'est l'un des plus anciens palais de Mistretta.

#### Palais Russo
Il a été restauré et agrandi en 1775.

## Administration
| Période                                  | Période  | Identité    | Étiquette    | Qualité |
| ---------------------------------------- | -------- | ----------- | ------------ | ------- |
| 30 mai 2007                              | En cours | Iano Antoci | Lista Civica |         |
| Les données manquantes sont à compléter. |          |             |              |         |

### Communes limitrophes
Capizzi, Caronia, Castel di Lucio, Cerami, Motta d'Affermo, Nicosia, Pettineo, Reitano, Santo Stefano di Camastra

### Évolution démographique
Habitants recensés